# 17e soirée des prix Jutra
La 17e soirée des prix Jutra, récompensant les films québécois sortis en 2014, se déroule le 15 mars 2015 au Monument-National. La cérémonie est diffusée sur les ondes de ICI Radio-Canada Télé.

## Déroulement
Les nominations sont dévoilées le 26 janvier 2015. Les deux films de Xavier Dolan apparaissent dans la majorité des catégories, soit 10 nominations pour Mommy et 8 nominations pour Tom à la ferme.
La 17e soirée des Jutra se déroule le 15 mars 2015, au Monument-National à Montréal. La présentation des prix coïncide en même temps avec les Prix Juno, consacrés à l'industrie musicale canadienne. Pour la première fois, un tapis rouge de l'événement est télédiffusé. Le tapis rouge et le gala sont animés par Pénélope McQuade et Stéphane Bellavance. Les cotes d'écoutes se sont élevées à 670 000 téléspectateurs.

## Palmarès
Les lauréats sont indiqués ci-dessous en premier de chaque catégorie et en gras.

### Meilleur film
- Mommy
  - 1987
  - 3 histoires d'Indiens
  - Tom à la ferme
  - Tu dors Nicole

### Meilleure réalisation
- Xavier Dolan pour Mommy
  - Xavier Dolan pour Tom à la ferme
  - Stéphane Lafleur pour Tu dors Nicole
  - Robert Morin pour 3 histoires d'Indiens
  - Denis Villeneuve pour Ennemi

### Meilleur acteur
- Antoine Olivier Pilon pour Mommy
  - Walter Borden pour Gerontophilia
  - Jean-Carl Boucher pour 1987
  - Guy Nadon pour L'Ange gardien
  - Patrice Robitaille pour La Petite Reine

### Meilleure actrice
- Anne Dorval pour Mommy
  - Julianne Côté pour Tu dors Nicole
  - Laurence Leboeuf pour La Petite Reine
  - Joëlle Paré-Beaulieu pour Qu'est-ce qu'on fait ici ?
  - Lise Roy pour Tom à la ferme

### Meilleur acteur de soutien
- Pierre-Yves Cardinal pour Tom à la ferme
  - Robin Aubert pour Miraculum
  - Patrick Hivon pour L'Ange gardien
  - Francis La Haye pour Tu dors Nicole
  - Stephen McHattie pour Meetings With a Young Poet

### Meilleure actrice de soutien
- Suzanne Clément pour Mommy
  - Dalal Ata pour Arwad
  - Sandrine Bisson pour 1987
  - Evelyne Brochu pour Tom à la ferme
  - Catherine St-Laurent pour Tu dors Nicole

### Meilleur scénario
- Xavier Dolan pour Mommy
  - Xavier Dolan et Michel Marc Bouchard pour Tom à la ferme
  - Stéphane Lafleur pour Tu dors Nicole
  - Robert Morin pour 3 histoires d'Indiens
  - Ricardo Trogi pour 1987

### Meilleure direction artistique
- Patrice Vermette pour 1987
  - Marie-Claude Gosselin pour Henri Henri
  - Guy Lalande pour The Grand Seduction
  - Colombe Raby pour Mommy
  - Patrice Vermette pour Ennemi

### Meilleurs costumes
- Valérie Lévesque pour 1987
  - Francesca Chamberland pour Henri Henri
  - Xavier Dolan pour Mommy
  - Véronique Marchessault pour Maïna
  - Denis Sperdouklis pour The Grand Seduction

### Meilleur maquillage
- Lizane Lasalle pour Henri Henri
  - Brigitte Bilodeau pour Maïna
  - Kathryn Casault et Annick Legout pour Tom à la ferme
  - Danielle Huard pour La Garde
  - Colleen Quinton pour Meetings With a Young Poet

### Meilleure coiffure
- Daniel Jacob pour 1987
  - Réjean Forget et Cynthia Patton pour Maïna
  - Ann-Louise Landry pour Miraculum
  - Martin Lapointe pour Henri Henri
  - Ghislaine Sant pour Love Projet

### Meilleure direction de la photographie
- André Turpin pour Mommy
  - Nicolas Bolduc (en) pour Ennemi
  - Mathieu Laverdière (en) pour Henri Henri
  - Sara Mishara pour Tu dors Nicole
  - André Turpin pour Tom à la ferme

### Meilleur montage
- Xavier Dolan pour Mommy
  - Glenn Berman pour Uvanga
  - Michel Giroux pour 3 histoires d'Indiens
  - Louis-Philippe Rathé pour La Petite Reine
  - Yvann Thibaudeau pour 1987

### Meilleur son
- Sylvain Bellemare, Pierre Bertrand, Bernard Gariépy Strobl pour Tu dors Nicole
  - Mario Auclair, Stéphane Bergeron, Marcel Pothier, Christian Rivest pour La Petite Reine
  - Bruno Bélanger, Louis Collin, Bernard Gariépy Strobl, Robert Morin pour 3 histoires d'Indiens
  - Olivier Calvert, Clovis Gouaillier, Sylvain Vary pour Arwad
  - Marie-Pierre Grenier, Lynne Trépanier pour Uvanga

### Meilleure musique originale
- Rémy Nadeau-Aubin et Christophe Lamarche-Ledoux pour Tu dors Nicole
  - Alain Auger pour Uvanga
  - Jeff Barnaby et Joe Barrucco (en) pour Rhymes for Young Ghouls
  - Michel Corriveau pour Exil
  - Patrice Dubuc et Gaëtan Gravel pour Meetings With a Young Poet

### Meilleur film documentaire
- Le Mystère Macpherson
  - Autoportrait sans moi
  - Bà nôi
  - De prisons en prisons
  - La marche à suivre (en)

### Meilleur court ou moyen métrage de fiction
- Toutes des connes
  - Anatomie
  - Chaloupe
  - Mynarski chute mortelle
  - Suivre la piste du renard

### Meilleur court ou moyen métrage d'animation
- Jutra
  - Lucky and Finnegan
  - Migration
  - Nul poisson où aller
  - Soif

## Prix spéciaux

### Jutra-Hommage
- André Melançon

### Film s'étant le plus illustré à l'extérieur du Québec
- Mommy
  - Gerontophilia
  - The Grand Seduction
  - Tom à la ferme
  - Tu dors Nicole

### Billet d'or Cineplex
- Mommy

## Statistiques

### Nominations multiples
10 : Mommy
9 : Tu dors Nicole
8 : Tom à la ferme, 1987
5 : 3 histoires d'Indiens
3 : Ennemi

### Récompenses multiples
8 : Mommy
3 : 1987
2 : Tu dors Nicole